# Comitato Olimpico Ecuadoriano
Il Comitato Olimpico Ecuadoriano (noto anche come Comité Olímpico Ecuatoriano in spagnolo) è un'organizzazione sportiva ecuadoriana, nata nel 1948 a Guayaquil, Ecuador.
Rappresenta questa nazione presso il Comitato Olimpico Internazionale (CIO) dal 1959 ed ha lo scopo di curare l'organizzazione ed il potenziamento dello sport in Ecuador e, in particolare, la preparazione degli atleti ecuadoriani, per consentire loro la partecipazione ai Giochi olimpici. L'associazione è, inoltre, membro dell'Organizzazione Sportiva Panamericana.
L'attuale presidente dell'organizzazione è Danilo Carrera Drouet, mentre la carica di segretario generale è occupata da Carlos Muñoz Insua.